# Наровчатський район
Наровча́тський район (рос. Наровчатский район) — муніципальний район у складі Пензенської області Російської Федерації.
Адміністративний центр — село Наровчат.

## Історія
Наровчатський район утворено 16 липня 1928 року у складі Мордовського округу Середньоволзької області. До нього увійшла частина колишнього Наровчатського повіту Пензенської губернії. У січні 1929 року район увійшов до складу Пензенського округу Середньоволзького краю, при цьому до нього не увійшли Алькінська, Клиновська, Ново-Пічурська, Перевісьєвська, Чепурновська та Янг-Майданська сільради. 23 червня 1930 року, після ліквідації округів, район увійшов у безпосереднє підпорядкування Середньоволзького краю, з 27 січня 1935 року — Куйбишевського краю, з 5 грудня 1936 року — Куйбишевської області. У серпні 1930 року до складу Наровчатського району була включена територія ліквідованого Бєднодем'яновського району. 8 грудня до складу Керенського району передані Алексієвська, Русько-Лундацька, Русько-Пімбурська, Сошниковська сільради. 8 червня 1931 року були ліквідовані Балалаковська, Велико-Чердаковська, Вічутська, Вонюченська, Дурасовська, Кадиковська, Кошельовська, Мало-Кавендрівська, Свищевська, Старо-Сотська та Телешовська сільради.
25 січня 1935 року був відновлений Бєднодем'яновський район, до якого передані Абашевська, Бєднодем'яновська, Веденяпінська, Дубровська, Ліплейська, Лип'яговська, Монастирська, Устьїнська, Хомутовська та Цепаєвська сільради. 25 лютого 1937 року були утворені Старосотська та Новоп'ятинська сільради. 27 листопада район увійшов до складу Тамбовської області, 4 лютого 1939 року — до складу Пензенської області. На той час до його складу входили Азарапінська, Акимовщинська, Александровська, Великокавендрівська, Велико-Кірдяшевська, Велико-Колоярська, Віляйська, В'юнська, Казенчинська, Казеєвська, Каурецька, Лячинська, Масловська, Мелюковська, Наровчатська, Орловська, Панська, Плесковська, Потодеєвська, Рождествено-Тезиковська, Суркінська, Шадрінська, Шиловська та Шутовська сільради. 16 листопада 1940 року до району включена Новопічурська сільрада Ковилкінського району Мордовської АРСР.
12 червня 1952 року Шутовська сільрада перейменована в Савинську. 18 червня 1954 року ліквідовані Азарапінська, Великокавендрівська, Каурецька, Новопічурська, Лячинська, Казенченська, Масловська, Панська, Рождествено-Тезиковська, Савинська, Шадрінська та Шиловська сільради. 25 березня 1959 року були ліквідовані Акимовщинська та Казеєвська сільради. 23 червня 1960 року ліквідована Мелюковська сільрада. 1 лютого 1963 року район був ліквідований, територія передана до складу Нижньоломовського району. 12 січня 1965 року район відновлено у складі Александровської, Великокірдяшевської, Великоколоярської, Віляйської, В'юнської, Наровчатської, Орловської, Плесковської, Потодеєвської та Суркінської сільрад. 9 вересня 1974 року утворена Великокавендрівська сільрада. 18 березня 1975 року утворена Новопічурівська сільрада. У травні 1992 року утворена Азарапінська сільрада.

## Населення
Населення — 10039 осіб (2019; 12069 в 2010, 13839 у 2002).

## Адміністративний поділ
Район адміністративно поділяється на 13 сільських поселень:
| Поселення                         | Площа, км² | Населення, осіб (2002) | Населення, осіб (2010) | Населення, осіб (2019) | Центр            | Населені пункти |
| --------------------------------- | ---------- | ---------------------- | ---------------------- | ---------------------- | ---------------- | --------------- |
| Азарапінська сільська рада        | 35,02      | 410                    | 343                    | 280                    | Азарапіно        | 2               |
| Великокавендрівська сільська рада | 41,06      | 812                    | 629                    | 511                    | Велика Кавендра  | 1               |
| Великокірдяшевська сільська рада  | 119,27     | 430                    | 360                    | 280                    | Велике Кірдяшево | 6               |
| Великоколоярська сільська рада    | 87,92      | 1167                   | 878                    | 679                    | Великий Колояр   | 4               |
| Віляйська сільська рада           | 89,51      | 1064                   | 896                    | 700                    | Віляйки          | 5               |
| В'юнська сільська рада            | 74,28      | 674                    | 593                    | 495                    | В'юнки           | 4               |
| Наровчатська сільська рада        | 98,38      | 4954                   | 4668                   | 4067                   | Наровчат         | 3               |
| Новопічурська сільська рада       | 106,83     | 843                    | 785                    | 657                    | Нові Пічури      | 5               |
| Орловська сільська рада           | 40,46      | 552                    | 440                    | 381                    | Орловка          | 2               |
| Плесковська сільська рада         | 53,03      | 656                    | 567                    | 429                    | Плесковка        | 3               |
| Потодеєвська сільська рада        | 60,09      | 721                    | 534                    | 444                    | Потодеєво        | 4               |
| Скановська сільська рада          | 59,21      | 755                    | 752                    | 624                    | Сканово          | 4               |
| Суркінська сільська рада          | 91,92      | 801                    | 624                    | 492                    | Телешовка        | 3               |

## Найбільші населені пункти
Нижче подано перелік населених пунктів з чисельність населення понад 1000 осіб:
| № | Населений пункт | Населення, осіб (2002) | Населення, осіб (2010) |
| - | --------------- | ---------------------- | ---------------------- |
| 1 | Наровчат        | 4398                   | 4199                   |